# Жумаев, Имангали
Имангали́ Жума́ев (1883, село Камысты, Букеевская Орда, Российская империя — 15 января 1953, село имени Калинина, Джаныбекский район, Западно-Казахстанская область, Казахская ССР) — старший чабан колхоза имени Калинина Джаныбекского района Западно-Казахстанской области, Казахская ССР. Герой Социалистического Труда (1948).

## Биография
Родился в 1883 году в семье животновода в одном из сельских населённых пунктов Букеевской орды. Окончил местную начальную школу. Трудился в частном сельском хозяйстве. Во время коллективизации вступил в 1934 году в местный колхоз имени Калинина Джаныбекского района. Принял единственную в колхозе отару из менее ста овец. Ежегодно показывал высокие результаты в овцеводстве. К концу 1947 года поголовье его отары увеличилась в 16 раз.
В 1947 году вырастил 499 ягнят от 408 курдючных овец. Средний вес каждого ягнёнка к отбивке составил 41,5 килограмма. Указом Президиума Верховного Совета СССР от 23 июля 1948 года удостоен звания Героя Социалистического Труда за «получение высокой продуктивности животноводства в 1947 году» с вручением ордена Ленина и золотой медали «Серп и Молот» (№ 2542).
В 1950 году вышел на пенсию. Проживал в селе имени Калинина (с 1990 года — село имени И. Жумаева) Джаныбекского района. Умер в январе 1953 года. Похоронен на кладбище села имени И. Жумаева.
Память
Его именем названо село имени И. Жумаева Джаныбекского района.